# Píndaro
Píndaro de Carvalho Rodrigues, conosciuto solo come Píndaro (San Paolo, 1º giugno 1892 – Rio de Janeiro, 30 agosto 1965), è stato un calciatore e allenatore di calcio brasiliano.

## Carriera

### Giocatore
Píndaro iniziò la sua carriera come terzino nel Fluminense e successivamente si trasferì al Flamengo per 10 anni dove segnò 52 gol in 82 partite. Giocò anche per la Nazionale brasiliana.

### Allenatore
Come allenatore, Píndaro ebbe una breve ma importante esperienza perché come CT della Nazionale brasiliana disputò il primo Mondiale.

## Palmarès

### Club
- Campionato Carioca: 5

Fluminense: 1911
Flamengo: 1914, 1915, 1920, 1921

### Nazionale
- Copa Roca: 1

1914
- Campeonato Sudamericano de Football: 1

1919